# ロッキード トライスター (RAF)
トライスター K1/KC1/C1/C2/C2A
ケンブル空港を飛び立つトライスター KC1
- 用途：空中給油機/輸送機
- 製造者：ロッキード
- 運用者： イギリス（イギリス空軍）
- 生産数：9機（改造）
- 運用開始：1984年
- 運用状況：退役

ロッキード トライスター (Lockheed TriStar) は、1984年からイギリス空軍 (Royal Air Force, RAF) で運用されていた空中給油機および輸送機。すべて、ブリティッシュ・エアウェイズとパンアメリカン航空（パンナム）で運航されていた民間の大型旅客機ロッキードL-1011-500 トライスターから改造された。

## 設計と開発
トライスターがイギリス空軍に導入されるきっかけとなったのはフォークランド紛争である。フォークランド紛争において、現地部隊への輸送を担当していたC-130 ハーキュリーズは空中給油を必要とし、この給油任務には爆撃機から転用されたハンドレページ ヴィクターが就いていた。しかし、この任務従事はヴィクターの機体寿命を縮めることになったため、イギリス空軍は長距離運用能力を維持・向上させるべく、空中給油機や輸送機として使用する目的でフォークランド紛争終結後にトライスターを購入した。
調達にあたっては、当初少なくとも4機のワイドボディの機体をもつ空中給油機兼輸送機の要求が出された。この調達要求が出されたのとちょうど同時期、イギリスのフラッグ・キャリアでもあるブリティッシュ・エアウェイズは自社の保有するL-1011-500型機の売却を望んでいたこともあり、6機をマーシャル・エアロスペース社と共同で入札し、受注に成功した。1982年12月14日に最初のブリティッシュ・エアウェイズ機が発注され、1984年には追加で3機のパンナム機が発注された。導入された9機のトライスターは全機がブライズ・ノートン空軍基地に本拠を置く第216航空隊に所属した。

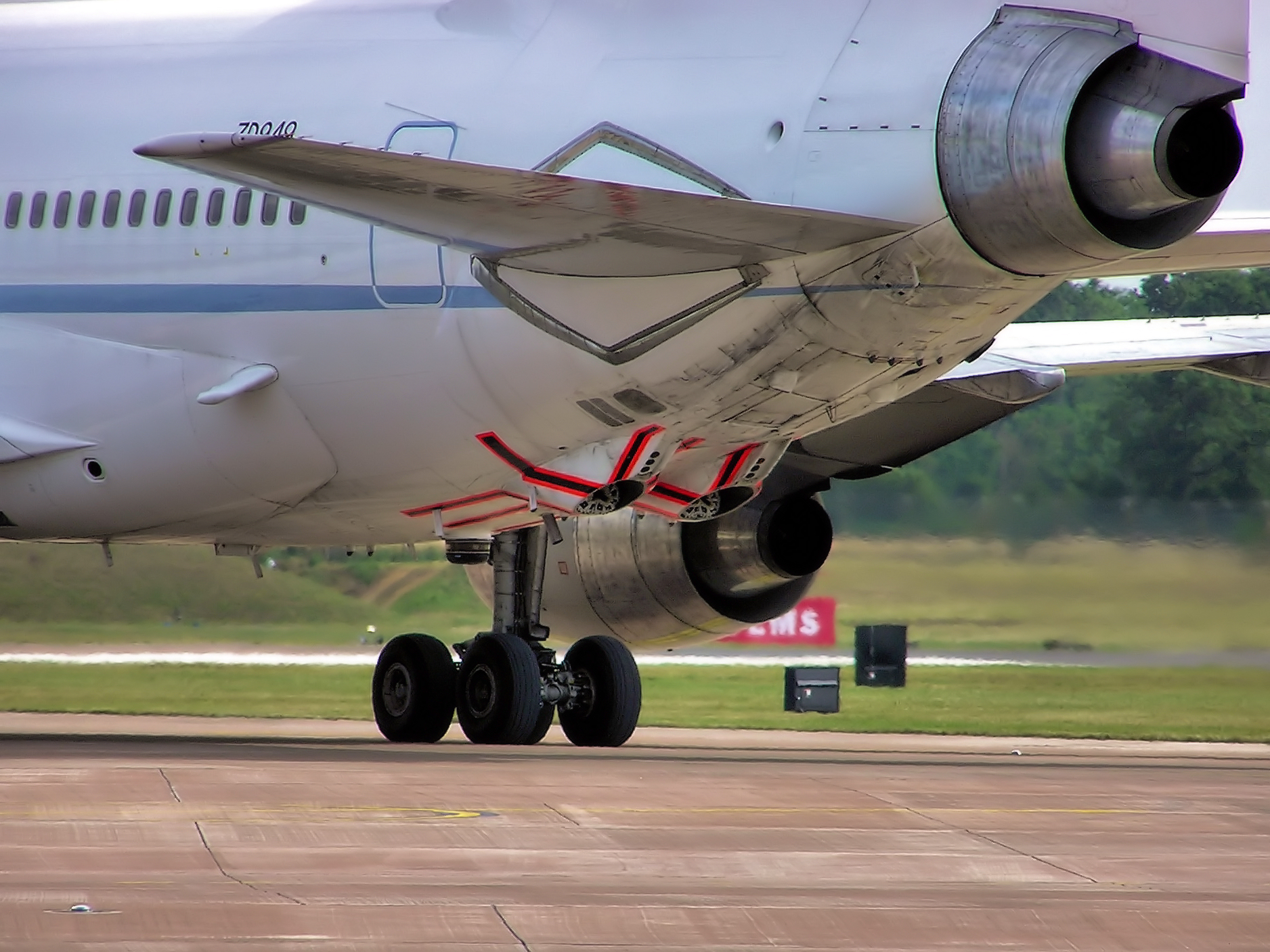
トライスター K1の胴体後部
空中給油装置が2基装備されているのがわかる

購入されたL-1011-500は、全機がマーシャル社で軍用機への改造を受けた。9機のうち、胴体後部にプローブアンドドローグ方式の空中給油装置を取り付け（2基装備されているが、片方はバックアップ用であるため同時には使用されない）兵員輸送と空中給油が可能な2機は命名規則に従ってトライスター K1と称された。このK1の仕様をベースに、さらに貨物輸送能力が追加された4機は、同じく命名規則に従ってKC1と名付けられている。また、残りの3機については兵員輸送機（空中給油能力を持たない）であり、このうち2機がC2、C2とはいくつか異なる電子機器と内部構造を持つ残りの1機がC2Aと命名されている。イギリス空軍では、イラクにおいて地上砲火から機を守るため、トライスターにフライトデッキの装甲化と指向性赤外線妨害機の搭載を含むコクピット改良・更新のため総額2,200万ポンドで契約された近代化改修プログラムを実施している。
イギリス空軍では2010年代の中頃にトライスターの退役を予定し、次期戦略給油機（Future Strategic Tanker Aircraft, FSTA）として、新型機に更新されることとなった。この新型機については、EADSやロールス・ロイスを中心とする連合がエアバス A330 MRTTを、ブリティッシュ・エアウェイズやボーイング、BAEシステムズを中心とする連合がボーイング767の改造機をそれぞれ提案し、交渉の結果2004年1月にEADS連合が契約を獲得し、A330 MRTTがボイジャーの名称で導入されることとなり、2014年にトライスターは運用を終了した。
しかし、アメリカ空軍の次世代空中給油機選定計画であるKC-Xにおける選定の混乱はFSTAプログラムにも混乱を招いている。トライスターと共にイギリス空軍で空中給油機として使用されているビッカース VC10の寿命が近づく中、こうした状況を受けて、トライスターの改造・納入実績を持つマーシャル社は、余剰となっている旅客機型トライスターを中古で購入し、空中給油機に改造することでトライスターをさらに増備する案を提案した。マーシャル社の提案によれば、総額130億ポンドでVC-10の代替需要を満たすことができたが、この提案は受け入れられなかった。

## 運用の歴史

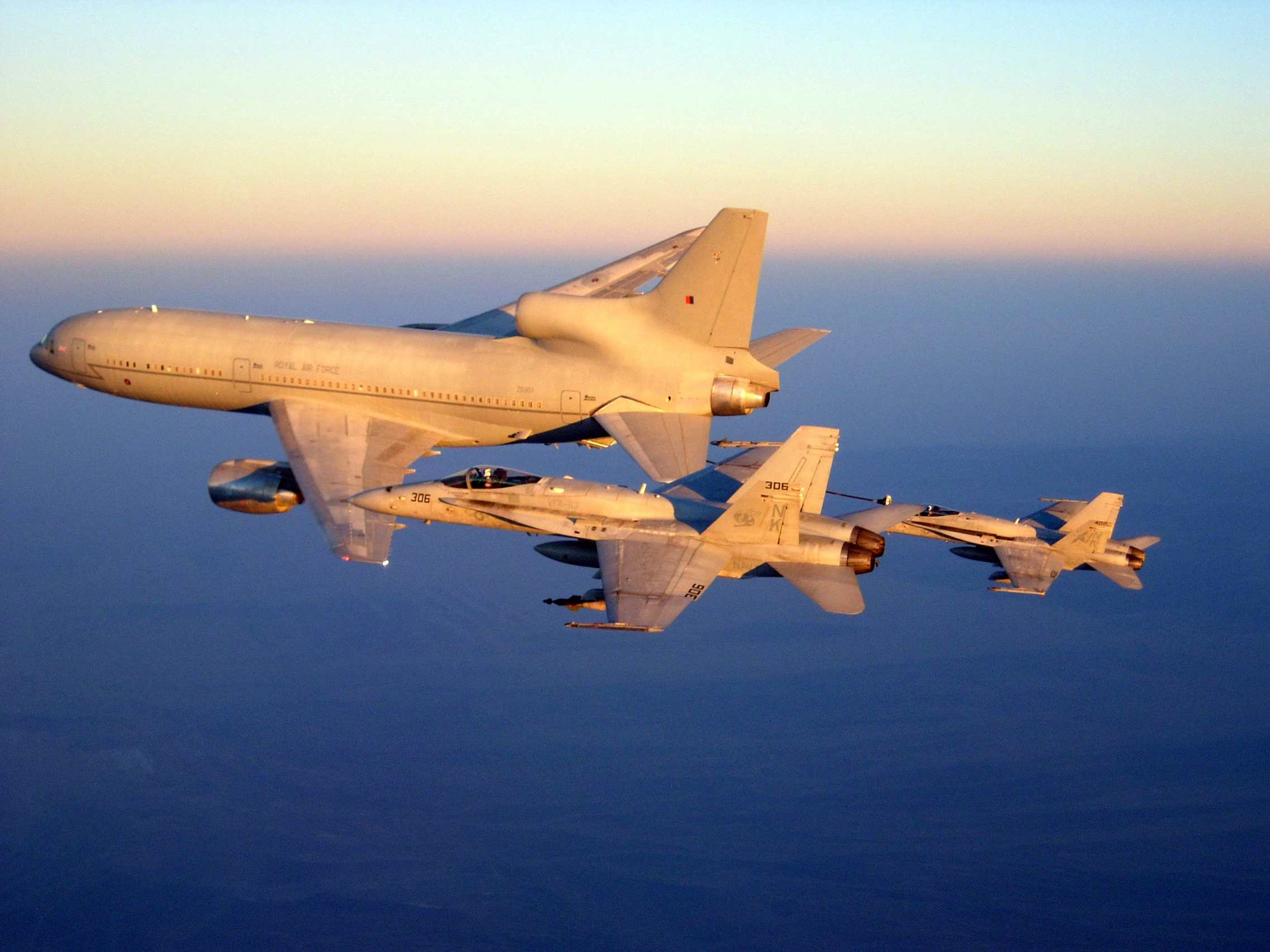
アメリカ海軍のF/A-18 ホーネットに空中給油を行う第216飛行隊のトライスター

トライスターはその導入以来、イギリス空軍が参加した様々な紛争に展開されている。
1991年の湾岸戦争では、2機のトライスターが空中給油機としてサウジアラビアのリヤド近くに所在するキング・ハーリド空港に配備され、残りの7機はペルシャ湾とイギリス本国の間で輸送の任についた。
1999年のコソボ紛争でも、空中給油機として4機のトライスターがイタリアのアンコーナに展開している。
アフガニスタンでもトライスターはVC-10と共にベリタス作戦の支援に加わっており、同作戦ではアメリカ海軍のF/A-18 ホーネット戦闘機に対して空中給油を実施した。
直近では、2011年に国連活動の一環としてイギリス軍が展開しているエラミー作戦を支援するため、3月19日から20日にかけてリビアへ展開した。

## 派生型
トライスター K1
元ブリティッシュ・エアウェイズのトライスター 500であり、貨物ドアを有さない空中給油機/輸送機へ2機が転換された。
トライスター KC1
K1と同じく元ブリティッシュ・エアウェイズ機で、空中給油機/貨物機/輸送機へ4機が転換された。
トライスター C1
元ブリティッシュ・エアウェイズ機の輸送機。1機のみ。
トライスター C2
元パンナム機で、輸送機へ2機が転換された。
トライスター C2A
元パンナム機で、C2とは異なる電子機器を搭載した輸送機。1機のみ。

## 性能諸元（K1）
出典: The International Directory of Military Aircraft, RAF TriStar page Airliners.net 
諸元
- 乗員: 3名
- 定員: 187名 （C2/C2A は250名）[13]
- 全長: 50.05 m （164 ft 3 in）
- 全高: 16.87 m （55 ft 4 in）
- 翼幅: 50.09 m（164 ft 4 in）
- 翼面積: 329.0 m² （3540 ft²）
- 空虚重量: 105,165 kg （242,684 lb）
- 最大離陸重量: 245,000 kg （540,000 lb）
- 動力: ロールス・ロイス RB211-524B ターボファン、222.4 kN （50,000 lbf）  × 3
- 最大燃料搭載量： 136,080 kg (300,000 lb)

性能
- 最大速度: 894 km/h （マッハ0.90）
- 巡航速度: 483 kn （マッハ0.83）
- 航続距離: 7,785 km （4,200海里。最大積載時）
- 実用上昇限度: 13,000 m （43,000 ft）
- 上昇率: 14.3 m/s （2,820 ft/min）